# 广东实验中学深圳学校
广东实验中学深圳学校（简称：省实深圳），位于中国广东省深圳市龙岗区坂雪岗科技城内，是一所直屬于深圳市教育局的一间公办十二年一贯制学校，是在2021年由深圳市教育局与广东实验中学合作创办，校务由广东实验中学派驻团队管理。截至2021年，学校校园占地面积超过7万平方米，总建筑面积131172平方米，高中部分建筑面积74468平方米，九年制部分建筑面积56704平方米，共有在校学生约700人，教职工100人。

## 校史
2019年8月30日，深圳市教育局申报立项建设深圳市第十七高级中学，次年1月6日项目获批。
2020年12月24日，深圳市教育局与广东实验中学合作办学签约仪式在市民中心举行，原深圳市第十七高级中学正式命名为广东实验中学深圳学校，并由广东实验中学负责实施全面管理。
2021年5月7日，广东实验中学深圳学校在深圳市事业单位登记管理局设立登记。
2021年8月26日，深圳市龙岗区建筑工务署将广东实验中学深圳学校（市第十七高中）一期工程即高中部移交至校方，二期工程即小学及初中部预计2022年交付并投入使用。
2021年9月1日，广东实验中学深圳学校举行了学校第一次开学典礼，首届约800名荣誉师生正式进驻校园。

## 行政管理

### 现任领导
- 校长兼党总支书记：张培军
- 副校长：蓝敏